# Nesjar Futsal 2012-2013
Questa voce raccoglie le informazioni riguardanti il Nesjar Futsal nelle competizioni ufficiali della stagione 2012-2013.

## Stagione
Il Nesjar, neopromosso in Futsal Eliteserie, ha affrontato il primo campionato nella massima divisione locale nella stagione 2012-2013. La squadra ha chiuso l'annata al 9º posto finale, retrocedendo pertanto in 1. divisjon.

## Rosa
| N° | Naz.                | Ruolo | Sportivo                | Anno     |  |  |
| -- | ------------------- | ----- | ----------------------- | -------- |  |  |
|    | Norvegia (bandiera) | POR   | Martin Skogstad         |          |  |  |
|    | Norvegia (bandiera) | PIV   | Niklas Espegren         | 28.02.88 |  |  |
|    | Norvegia (bandiera) | PIV   | Samuel Isaksen          | 14.04.82 |  |  |
|    | Norvegia (bandiera) | PIV   | Martin Torp             | 03.03.92 |  |  |
|    | Norvegia (bandiera) |       | Kjell Thomas Barth      |          |  |  |
|    | Norvegia (bandiera) |       | Ole Martin Christiansen |          |  |  |
|    | Norvegia (bandiera) |       | Daniel Fossum           |          |  |  |
|    | Norvegia (bandiera) |       | Jacob Jacobsen          |          |  |  |
|    | Norvegia (bandiera) |       | Julius Magnus Johansen  |          |  |  |
|    | Norvegia (bandiera) |       | Jonas Knutsen           |          |  |  |
|    | Norvegia (bandiera) |       | Albert Kryzieu          | 16.04.88 |  |  |
|    | Norvegia (bandiera) |       | Lars Moholt             |          |  |  |
|    | Norvegia (bandiera) |       | Kjetil Moen Larsen      |          |  |  |
|    | Norvegia (bandiera) |       | Thomas Ohnstad          | 15.05.88 |  |  |
|    | Norvegia (bandiera) |       | Eirik Osland            |          |  |  |
|    | Norvegia (bandiera) |       | John Øyvind Rosland     |          |  |  |
|    | Norvegia (bandiera) |       | Lars Skjønhaug          |          |  |  |
|    | Norvegia (bandiera) |       | Mathias Tangård         |          |  |  |
|    | Norvegia (bandiera) |       | Stian Tangen            |          |  |  |
|    | Norvegia (bandiera) |       | Jannik Weum             |          |  |  |

## Risultati

### Eliteserie

#### Girone di andata
| Oslo 3 novembre 2012, ore 17:15 1ª giornata | Nesjar          | 3 – 3 referto | Vegakameratene | KFUM-Hallen\| Arbitro: \| Kiil Andreassen \| |
| Arbitro:                                    | Kiil Andreassen |               |                |                                              |

| Oslo 4 novembre 2012, ore 18:00 2ª giornata | KFUM Oslo | 9 – 1 referto | Nesjar | KFUM-Hallen\| Arbitro: \| Ølmheim \| |
| Arbitro:                                    | Ølmheim   |               |        |                                      |

| Helgeroa 24 novembre 2012, ore 14:00 3ª giornata | Nesjar  | 1 – 1 referto | Horten | Nesjarhallen\| Arbitro: \| Hanssen \| |
| Arbitro:                                         | Hanssen |               |        |                                       |

| Larvik 1º dicembre 2012, ore 13:45 4ª giornata | Nesjar          | 7 – 3 referto | Vadmyra | Arena Larvik\| Arbitro: \| Kiil Andreassen \| |
| Arbitro:                                       | Kiil Andreassen |               |         |                                               |

| Larvik 2 dicembre 2012, ore 14:30 5ª giornata | Tiller | 3 – 3 referto | Nesjar | Arena Larvik\| Arbitro: \| Tvedt \| |
| Arbitro:                                      | Tvedt  |               |        |                                     |

| Tiller 15 dicembre 2012, ore 15:00 6ª giornata | Solør   | 6 – 2 referto | Nesjar | KVT Hallen\| Arbitro: \| Krokdal \| |
| Arbitro:                                       | Krokdal |               |        |                                     |

| Oslo 9 dicembre 2012, ore 16:30 7ª giornata | Grorud  | 3 – 4 referto | Nesjar | Furuset Forum\| Arbitro: \| Iversen \| |
| Arbitro:                                    | Iversen |               |        |                                        |

| Stjørdal 5 gennaio 2013, ore 17:15 8ª giornata | Nidaros  | 4 – 1 referto | Nesjar | Stjørdalshallen\| Arbitro: \| Sandberg \| |
| Arbitro:                                       | Sandberg |               |        |                                           |

| Stjørdal 6 gennaio 2013, ore 12:45 9ª giornata | Nesjar   | 4 – 2 referto | Kongsvinger | Stjørdalshallen\| Arbitro: \| Sandberg \| |
| Arbitro:                                       | Sandberg |               |             |                                           |

#### Girone di ritorno
| Fyllingsdalen 2 febbraio 2013, ore 13:45 10ª giornata | Vegakameratene | 9 – 0 referto | Nesjar | Framohallen A\| Arbitro: \| Ølmheim \| |
| Arbitro:                                              | Ølmheim        |               |        |                                        |

| Fyllingsdalen 3 febbraio 2013, ore 16:15 11ª giornata | Nesjar | 1 – 2 referto | KFUM Oslo | Framohallen A\| Arbitro: \| Tvedt \| |
| Arbitro:                                              | Tvedt  |               |           |                                      |

| 10 febbraio 2013, ore 15:00 12ª giornata | Horten  | 3 – 1 referto | Nesjar | \| Arbitro: \| Ølmheim \| |
| Arbitro:                                 | Ølmheim |               |        |                           |

| Oslo 16 febbraio 2013, ore 13:45 13ª giornata | Vadmyra  | 6 – 5 referto | Nesjar | KFUM-Hallen\| Arbitro: \| Pedersen \| |
| Arbitro:                                      | Pedersen |               |        |                                       |

| Oslo 17 febbraio 2013, ore 12:45 14ª giornata | Nesjar    | 1 – 6 referto | Tiller | KFUM-Hallen\| Arbitro: \| Eidhammer \| |
| Arbitro:                                      | Eidhammer |               |        |                                        |

| Helgeroa 2 marzo 2013, ore 15:00 15ª giornata | Nesjar    | 3 – 6 referto | Solør | Nesjarhallen\| Arbitro: \| Eidhammer \| |
| Arbitro:                                      | Eidhammer |               |       |                                         |

| Helgeroa 3 marzo 2013, ore 18:00 16ª giornata | Nesjar    | 2 – 4 referto | Grorud | Nesjarhallen\| Arbitro: \| Eidhammer \| |
| Arbitro:                                      | Eidhammer |               |        |                                         |

| Stjørdal 16 marzo 2013, ore 15:30 17ª giornata | Nesjar    | 1 – 1 referto | Nidaros | Stjørdalshallen\| Arbitro: \| Myklebust \| |
| Arbitro:                                       | Myklebust |               |         |                                            |

| Stjørdal 17 marzo 2013, ore 16:15 18ª giornata | Kongsvinger | 5 – 1 referto | Nesjar | Stjørdalshallen B\| Arbitro: \| Schjølberg \| |
| Arbitro:                                       | Schjølberg  |               |        |                                               |